# 集団殺人クラブ
『集団殺人クラブ』（しゅうだんさつじんクラブ、英：The Big Slaughter Club）は、2003年から2004年にかけて製作された日本映画。
本項では第1作『集団殺人クラブ』、第2作『集団殺人クラブ Returns』、第3作『集団殺人クラブ GROWING』、第4作『集団殺人クラブ 最後の殺戮』の全作を扱う。

## 集団殺人クラブ
『集団殺人クラブ』（しゅうだんさつじんクラブ）は、2003年に製作された日本映画。シリーズ第1作。石川均監督。

### ストーリー
女子高生の弘恵は援助交際相手の男・村田タケゾウをちょっとしたはずみから殺してしまう。弘恵は友人4人と共にタケゾウの死体を遺棄するが、タケゾウは蘇り、不思議な能力を使いながら女子高生たちを1人1人殺害してゆく。最後に生き残った弘恵はタケゾウに愛を説くが、騙して逃げ出したため、やはりタケゾウに殺されてしまう。

### キャスト
- 南弘恵：橘実里
- 篠崎サチ：栗田梨子
- 後藤倫子：岡田めぐみ
- 長崎ゆかり：茂呂真紀子
- 水野香奈美：斉木真未
- 村田タケゾウ ：遠藤憲一

## 集団殺人クラブ Returns
『集団殺人クラブ Returns』（しゅうだんさつじんクラブ リターンズ）は、2003年に製作された日本映画。シリーズ第2作。石川均監督。

### ストーリー
夏の海に遊びに来た女子高生4人は、トウモロコシ売りのタケゾウのトウモロコシを粗末に扱ったために呪われる。女子高生たちはナンパしてきた地元の青年・剛とともに乗った車でタケゾウを撥ねて殺してしまう。タケゾウは蘇り、不思議な能力を使いながら女子高生たちを1人1人殺害してゆく。最後に生き残った美穂子はLPガスのタンクを銃で撃ち爆発させてタケゾウを撃退するが、逃げる美穂子の車を追ってタケゾウが飛んでくる。やはり、タケゾウは死なないのだ。

### キャスト
- 美穂子：大谷みつほ
- 清江：榊安奈
- 静香：工藤あさぎ
- 綾：長谷川未佳
- 剛：吉岡毅志
- レポーター：山﨑勝之（友情出演）
- タケゾウ：遠藤憲一

## 集団殺人クラブ GROWING
『集団殺人クラブ GROWING』（しゅうだんさつじんクラブ グローイング）は、2004年に製作された日本映画。シリーズ第3作。谷洋平監督。

### ストーリー
女子高生3人は、3人のうちの1人ナナが家で産んでしまった胎児を隠すためリーダー格のミキの家が所有する別荘に行く。そこに住み着いていたタケゾウを復活させる呪文をミキが不用意に読み上げてしまったため、タケゾウにつきまとわれることになる。タケゾウは気に入られようと、女子高生たちが気に入らないと口にした人々を次々と勝手に殺す。迷惑に感じた3人はタケゾウの首を切断して殺すが、タケゾウは蘇る。そして、不思議な能力を使いながら女子高生たちを殺してゆく。最後に生き残ったミキはタケゾウの能力で亡き父の幻影を見せられるがこれを拒む。そして、やはりミキもタケゾウに殺されてしまう。

### キャスト
- ミキ：小向美奈子
- アミ：柳沢なな
- ナナ：石川佳奈
- ミキの父：松田悟志
- サムエル・ポップ・エニング
- 望月知子
- 小栗万優子
- タケゾウ：遠藤憲一

### 撮影エピソード
この映画の撮影開始は2004年2月6日、撮影終了は2月16日。撮影期間は11日間であった。また、第4作目の『集団殺人クラブ 最後の殺戮』とほぼ同じロケ地を使用しており、怪しい少年少女博物館の内部や、カラーボールがたくさんある遊戯施設を逃げるシーンなど同じようなカットがある。
『集団殺人クラブ GROWING』と『集団殺人クラブ 最後の殺戮』はほぼ同時進行で撮影が行われ、いつもの別荘（#ロケ地を参照）はGROWING班の撮影終わりと入れ替わる形で最後の殺戮班が撮影開始となった。

## 集団殺人クラブ 最後の殺戮
『集団殺人クラブ 最後の殺戮』（しゅうだんさつじんクラブ さいごのさつりく）は、2004年に製作された日本映画。シリーズ第4作（最終作）。石川均監督。

### ストーリー
女子高生のミサトは、友人のカオリがマジックマッシュルーム販売などを行う不良グループに関わるのを止めたかった。ある館で不良グループに強姦されそうになったミサトだったが、そこにタケゾウが現れる。タケゾウは、不良グループを次々と殺す。そして、カオリも追い詰める。ミサトはタケゾウを止めるために、持っていた不思議な能力を使う。腕を飛ばす、念動力を使うなど、それはタケゾウと同じような能力だった。しかし、今まで数限りなく人を殺してきたタケゾウだったがミサトだけは殺すことができなかった。

### ストーリーエピソード
途中に、第1作『集団殺人クラブ』のラストシーンとほぼ同じシーンが盛り込まれている。タケゾウに「かくれんぼをしよう」と持ちかけるのだが、第1作の弘恵はタケゾウが目をつぶっている間に逃亡したため殺害されるが、本作ではミサトがいなくなったように思わせてひょっこり姿を現す。

### キャスト
- ミサト：吉野紗香
- カオリ：中村愛美
- ヒロミ：朝倉えりか
- ユキ：小倉星羅
- マサヤ：武田航平
- 伊東かえで
- 石川愛梨
- 酒井久子
- 中西沙織
- 川口直也
- 高橋毅
- 芝山修太
- 吉田修平
- 杉本龍一
- 蛸松
- 武井邦洋
- 新津勇樹
- 藤澤快陽
- タケゾウ：遠藤憲一

## タケゾウの設定
何百年も生き続けている妖怪のような存在。どんなに身体をバラバラにされても死なない。というよりも死ぬことができない。両腕を外して飛ばすことができる。その腕を操り、次々と人を殺す。念動力のようなものも持っており、第2作では空も飛んだ。
服装はスーツにコートを着て鞄をぶら下げたサラリーマンのような格好だが、第2作目のみファッションが異なる。これは『Returns』の撮影が夏ということもあるが「普通のおじさん風の格好をしたやつが超能力使えて強いという方が面白い。第3作は第1作の服装に戻したい」と遠藤憲一が提案したからである。

## ロケ地
4作共通のロケ地として登場する伊豆の別荘は、制作のケイエスエスがバブル景気時期に建てたもので、ケイエスエスが制作する映像作品のロケ地および撮影隊の宿泊所として多数使用されている。